# Zeeuwsch-Vlaamsche Tramweg-Maatschappij
Die Zeeuwsch-Vlaamsche Tramweg-Maatschappij (ZVTM) war ein öffentliches Verkehrsunternehmen in der Mitte und dem Osten von Zeeuws Vlaanderen (Seeländisch Flandern) in den Niederlanden. Sein Betrieb erfolgte von 1911 bis 1949 mit Dampfstraßenbahnen, ab 1950  war es ein reines Busunternehmen. 1978 ging die ZVTM im Busunternehmen Zuid-West-Nederland auf.

## Geschichte

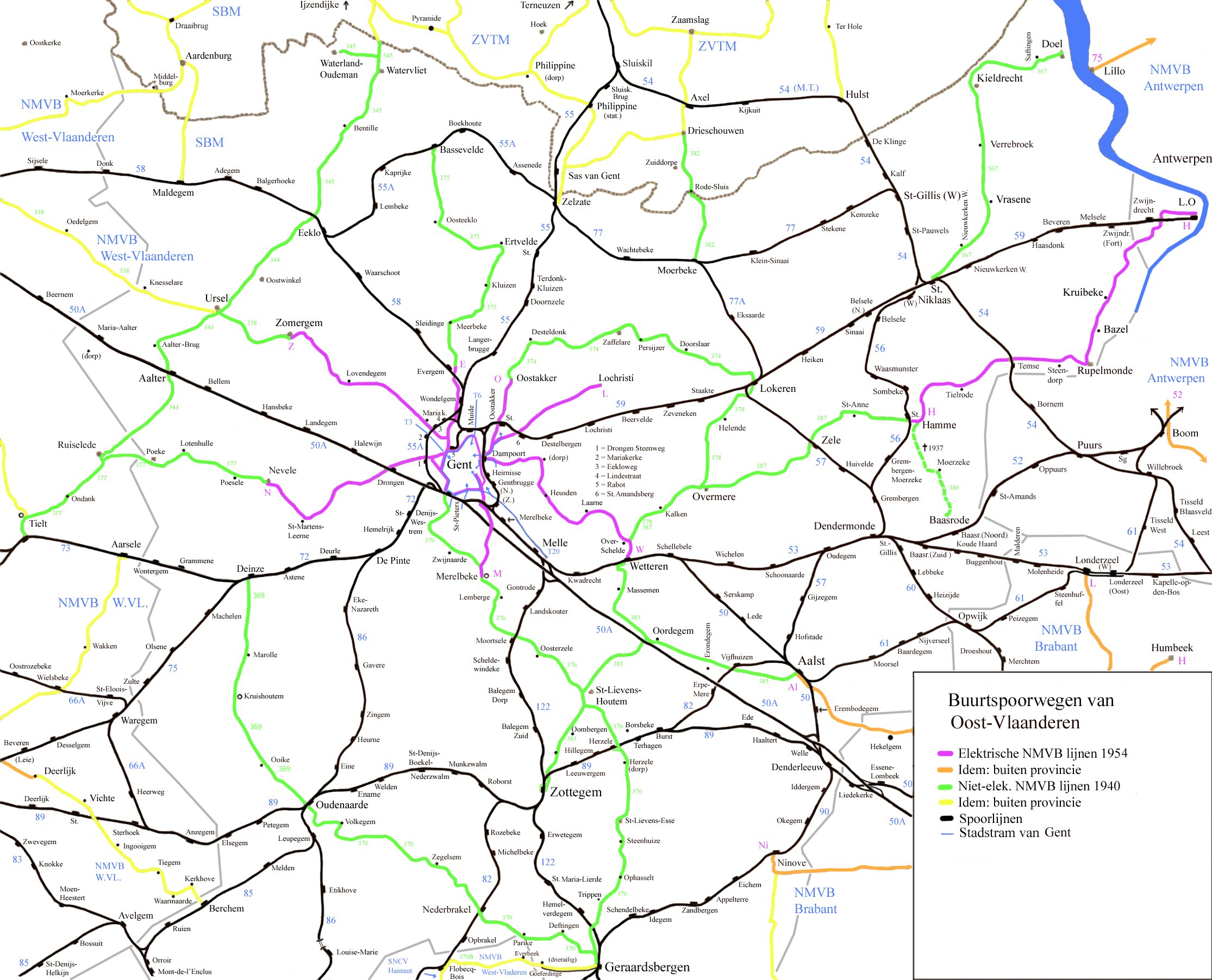
Verbindungen der ZVTM nach Belgien

Unmittelbar nach seiner Gründung im Jahre 1911 übernahm die ZVTM das Eigentum und den Betrieb von der IJzendijksche Stoomtramweg Maatschappij (IJzSM). Die erste neue Linie wurde 1914 eröffnet.
1918 übernahm die ZVTM das Eigentum von der Stoomtram Hulst-Walsoorden (SHW). Ab 1933 ersetzte ZVTM-Material (Lokomotiven) das ursprüngliche SHW-Material auf der SHW-Linie. Die Schaffung der ZVTM war das Ergebnis von Versuchen von Seiten der IJzSM, die Straßenbahnlinien an den Rest von Zeeuws Vlaanderen anzuschließen. Die Spurweite betrug 1000 Millimeter, dieselbe wie bei der IJzSM, SHW, SBM und der belgischen Nationalen Kleinbahngesellschaft NMVB.
Die Hauptstrecke führte von Schoondijke über IJzendijke, Pyramide, Sas van Gent, Drieschouwen, Zaamslag und Kloosterzande nach Walsoorden. Auf der Strecke Kloosterzande – Walsoorde wurden die Gleise der SHW mitgenutzt. Zwischen Philippine und Zaamslag betrieb die ZVTM auch eine kürzere Route über Terneuzen.
Weil die SBM eine Mitbenutzung ihrer Linie Schoondijke – Breskens verweigerte, errichtete die ZVTM eine Verbindung zwischen Pyramide und Breskens über Hoofdplaat.
Ab 1950 war die ZVTM ein reines Busunternehmen. Sie übernahm im Jahr 1975 die Stoomtram-Maatschappij Breskens–Maldeghem (SBM), die früher ebenfalls Dampfstraßenbahnen betrieben hatte. 1978 wurde ZVTM durch das Busunternehmen Zuid-West-Nederland übernommen.

## Besonderheiten
Die ZVTM betrieb einige ihrer Strecken ausschließlich für den Güterverkehr:
- IJzendijke – Stroopuit (Zuckerrüben);
- Zaamslag – Kamperschehoek (Zuckerrüben);
- Sas van Gent – Zelzate (Zuckerrüben + Weg- und Baumaterialien).

Einige Strecken wurden zunächst für den Güterverkehr geöffnet, danach auch für den Personenverkehr.
Noch im Jahr 1940 legte Rijkswaterstaat eine zusätzliche Straßenbahn an den Fährhafen von Perkpolderhaven nach Kloosterzande zur ZVTM. Diese Strecke war Eigentum des niederländischen Staates.

## Auswahl an Museumswagen

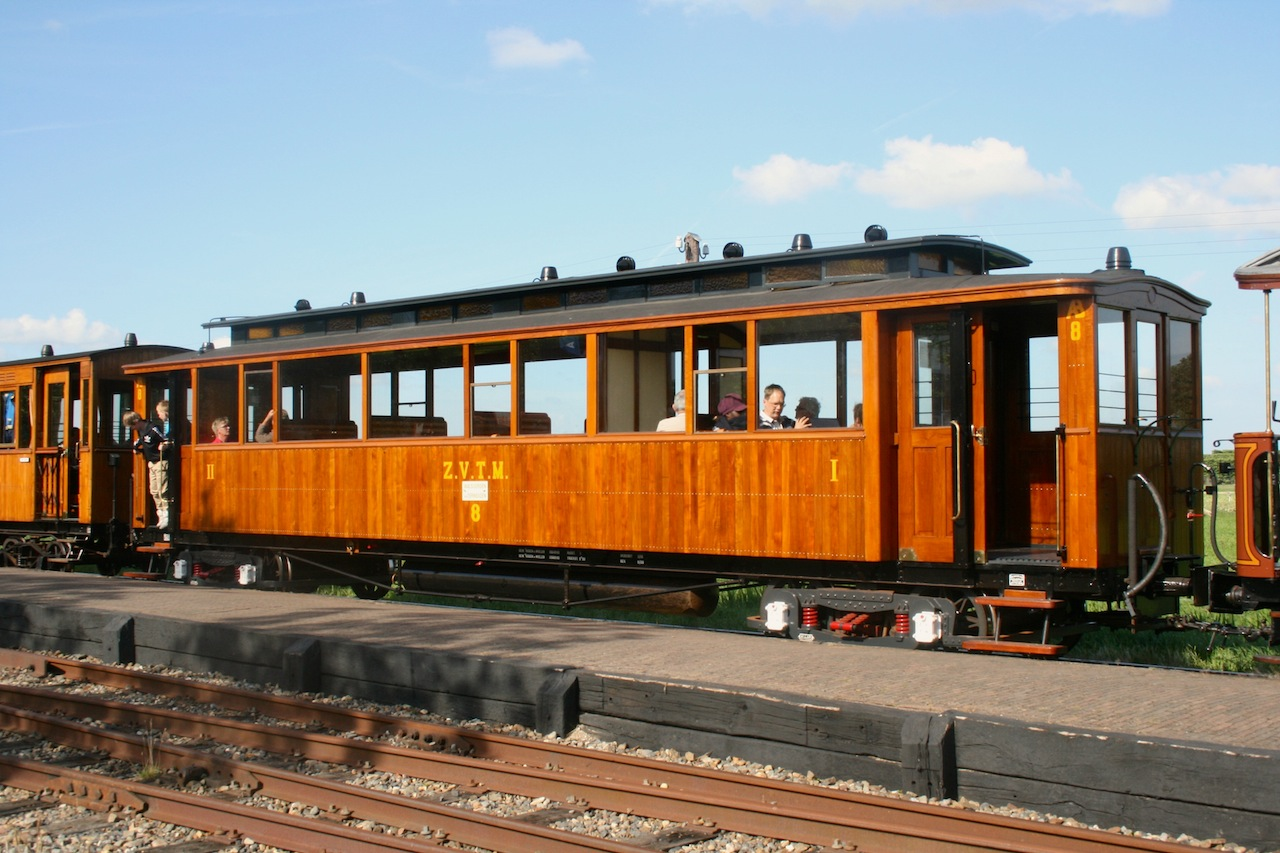
Museumswagen 8, 2012

- Straßenbahnwagen AB 8 (Allan, 1916), seit 2010 restauriert
- geschlossener Güterwagen D 59 (La Brugeoise, 1930), wartet auf die Restaurierung.